# Live Cream Volume II
《Live Cream Volume II》는 1972년 3월, 폴리도르 레코드 (미국에는 앳코 레코드)에 의해 발매된 영국의 록 밴드 크림의 두 번째 라이브 음반이다. 이 음반에는 1968년 3월 9일부터 10월 4일까지 다양한 공연에서 녹음된 6곡이 수록되어 있다.

## 평가
| 전문가 평가              | 전문가 평가   |
| 평가 점수                | 평가 점수     |
| 출처                     | 점수          |
| ------------------------ | ------------- |
| AllMusic                 | [ 1 ]         |
| Christgau's Record Guide | C+            |
| Rolling Stone            | (unfavorable) |

올뮤직의 매튜 그린월드는 2권이 싱글로 발매된 두 곡을 포함하여 전작보다 더 많은 곡들이 수록되어 있다고 말했다. 그는 또한 음질이 그 당시 최고 수준이었다고 평했다. 하지만 그는 전작처럼 연장된 잼이 많지 않았고, 잭 브루스와 에릭 클랩튼의 노래가 〈White Room〉과 〈Sunshine of Your Love〉에서 좋지 않다는 것을 좋아하지 않았다. 그린월드는 〈Deserted Cities of the Heart〉의 라이브 버전이 스튜디오 버전보다 낫다고 느꼈다.
〈Steppin' Out〉은 마틴 스코세이지가 연출한 《비열한 거리》 (1973년)의 극적인 클라이맥스에서 사용되었다.

## 곡 목록
| #  | 제목                             | 작사·작곡              | 재생 시간 |
| -- | -------------------------------- | ---------------------- | --------- |
| 1. | 〈Deserted Cities of the Heart〉 | 잭 브루스, 피트 브라운 | 4:33      |
| 2. | 〈White Room〉                   | 브루스, 브라운         | 5:40      |
| 3. | 〈Politician〉                   | 브루스, 브라운         | 5:08      |
| 4. | 〈Tales of Brave Ulysses〉       | 에릭 클랩튼, 마틴 샤프 | 4:46      |

| #  | 제목                      | 작사·작곡              | 재생 시간 |
| -- | ------------------------- | ---------------------- | --------- |
| 5. | 〈Sunshine of Your Love〉 | 클랩튼, 브루스, 브라운 | 7:25      |
| 6. | 〈Steppin' Out〉          | 제임스 브래켄          | 13:38     |